# Lyrica Okano
Lyrica Okano (9 de novembro de 1994) é uma atriz norte-americana mais conhecida por interpretar o papel de Nico Minoru na série de televisão original do Hulu, Marvel's Runaways.

## Carreira
Lyrica Okano treinou em inúmeras atividades, como a ginástica rítmica antes de atuar. Ela teve seu primeiro papel importante como Nico Minoru em Marvel's Runaways, que é lançada no Hulu como parte de sua programação original.

## Filmografia

### Filmes
| Ano  | Título                          | Papel         | Notas          |
| ---- | ------------------------------- | ------------- | -------------- |
| 2007 | Moca                            | Young Mia     | Curta-metragem |
| 2009 | The Art of Suicide              | Hannya        | Curta-metragem |
| 2009 | Ikenhisu: To Kill with One Blow | Little Oshota |                |
| 2016 | Pimp                            | Kim           |                |
| 2016 | Remembering Virginia            | N/A           | Curta-metragem |
| ASA  | Once a Cheerleader              | Julia         | Curta-metragem |

### Televisão
| Year      | Title                   | Role        | Notes               |
| --------- | ----------------------- | ----------- | ------------------- |
| 2014      | Unforgettable           | Didi        | Episódio: "Reunion" |
| 2015      | The Michael J. Fox Show | Caroline    | Episódio: "Dinner"  |
| 2015      | The Affair              | Chrissy     | 2 episódios         |
| 2017–2019 | Marvel's Runaways       | Nico Minoru | Elenco principal    |